# Sheikh Russel KC
Sheikh Russel KC is een Bengalees voetbalclub. De club is opgericht in 1995.
De club speelt anno 2020 in Bangladesh Premier League. De eigenaar van de club is Bashundhara Group.

## Lijst met trainers
- 18 januari 2007 - ? = Wazed Gazi
- 27 augustus 2009 - ? = Kamal Babu
- december 2010 - juni 2011 = Mahmudul Haq Liton
- september 2011 - 15 april 2014 = Maruful Haque
- 24 april 2014 - 20 mei 2015 = Dragan Đukanović
- 3 juni 2015 - 26 augustus 2016 = Maruful Haque
- 27 augustus 2016 - 3 februari 2018 = Shafiqul Islam Manik
- oktober 2018 - heden = Saiful Bari Titu

## Bekende (ex-)spelers
- Alamu Bukola Olalekan
- Fikru Tefera

## Erelijst
- Bangladesh Premier League : 2012-2013 (1x)
- Bangladesh Federation Cup : 2012 (1x)
- Bangladesh Independence Cup : 2012-2013 (1x)